# Fototròfia

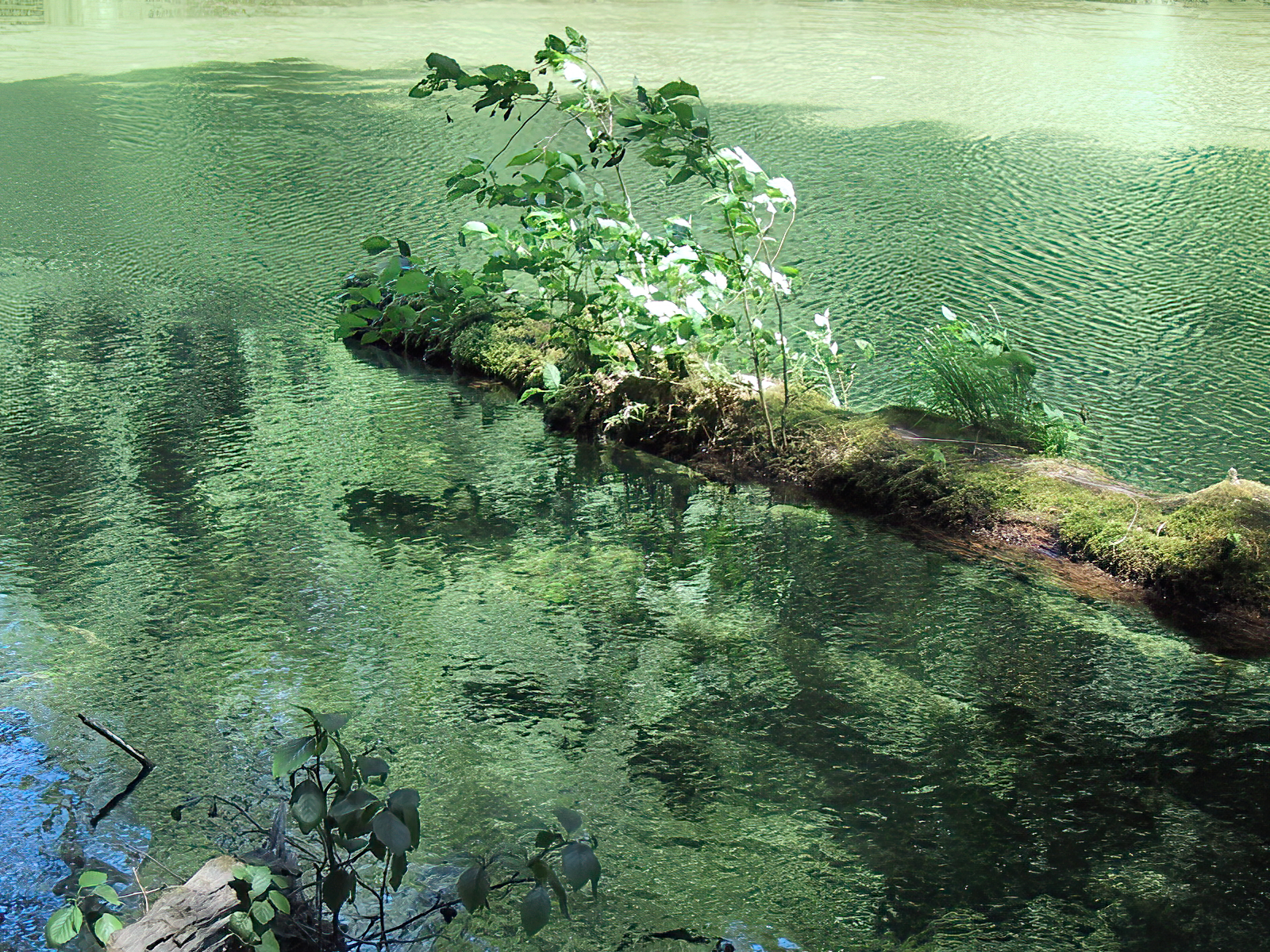
Fotòtrofs terrestres i aquàtics: plantes que creixen en un tronc caigut sobre aigua rica en algues

La fototròfia (del grec: photo = 'llum', auto = 'si mateix', troph = 'nutrient') és un tipus de metabolisme que utilitza l'energia lluminosa (llum solar) per generar energia química (ATP) en un procés conegut com a fase lluminosa de la fotosíntesi. Els organismes que utilitzen aquest mecanisme reben el nom de fotòtrofs, tenen pigments per captar la llum (clorofil·la i d'altres) i fan la fotosíntesi.
Els organismes fotòtrofs capaços de fixar carboni inorgànic (diòxid de carboni) en forma de carboni orgànic (fosfogliceraldehid) reben el nom de fotoautòtrofs, i són la immensa majoria dels fotòtrofs (cianobacteris, algues, plantes). Però certs bacteris fotòtrofs són incapaços d'usar el CO₂ i utilitzen una font de carboni orgànic i reben el nom de fotoheteròtrofs.
Actualment s'està estudiant la possibilitat d'emprar el metabolisme d'aquests microorganismes, com és el cas de l'Espirulina, per a la generació d'energia fotovoltaica.

## Mecanisme bioquímic
En plantes i bacteris, els donadors d'electrons són sovint compostos inorgànics (per exemple, H₂O, H₂ i H₂S). Els bacteris fotòtrofs contenen un pigment anomenat bactericlorofil·la, que absorbeix la llum. A més, utilitzen hidrogen o compostos reduïts de sofre, constituint el que rep el nom de fotolitòtrofs. Alguns bacteris fotòtrofs creixen a la llum amb substrats com ara els succinats i els acetats. En aquestes condicions, quan la font utilitzada en les reaccions de reducció és un substrat orgànic es tracta de fotoorganòtrofs. Quan la font principal és un substrat orgànic i no CO₂, els organismes són heteròtrofs. Un producte d'aquest procés és el midó, que és una forma d'emmagatzemament o reserva del carboni, que pot ser utilitzat quan les condicions de llum són massa pobres per satisfer les necessitats immediates de l'organisme.

## Organismes fotòtrofs
En els ambients terrestres, les plantes són els principals organismes fototròpics, mentre que en els ambients aquàtics s'inclouen una varietat d'organismes fototròfics com algues, protists, bacteris i cianobacteris. La fotosíntesi produeix sucres i, al seu torn, els emmagatzema en forma de midó. Aquesta reserva pot ser usada quan el nivell de llum és molt baix perquè l'organisme pugui satisfer les demandes immediates de producció de matèria orgànica. Es diu autòtrof fotolitotròfic un organisme que usa l'energia lluminosa més una font inorgànica d'electrons (com ara l'aigua, hidrogen, sulfur d'hidrogen i diòxid de carboni). En els ambients aquàtics, es diu zona fototròfica aquella on penetra la llum i que, per tant, permet el procés de fotosíntesi.